# Dotek Múzy
Dotek Múzy (v anglickém originále The Muse) je v pořadí dvacátá první epizoda čtvrté sezóny seriálu Star Trek: Stanice Deep Space Nine.

## Příběh
V Odově kanceláři se objeví těhotná Lwaxana Troi, která zde hledá útočiště. Její manžel Jeyal jí totiž chce dítě vzít. Tavniané, z jehož druhu Jeyal pochází, po narození oddělí chlapce a děvčata až do jejich šestnácti let. Jeyal Lwaxaně slíbil, že tento zvyk nebude dodržovat, jenže teď, když Lwaxana čeká chlapce, názor změnil. Jeyal dorazí na stanici a má v plánu dítě po porodu odvézt. Odo vymyslí plán: ještě před porodem si chce Lwaxanu vzít, čímž by se stal manželem matky a dítě jeho majetkem. Má to však háček, při tavnianské svatbě může kdokoliv z přítomných vyjádřit o ženichovi pochyby a zneplatnit tak manželství. Odova svatební řeč je výmluvná a Jeyala přesvědčí, že Lwaxanu opravdu miluje. Jeyal odlétá na svou domovskou planetu a Lwaxana porodit na Betazed, protože ví, že ji Odo nemiluje.
Jake Sisko zahlédne na promenádě tajemnou cizí ženu. Jmenuje se Onaya a při setkání v baru mu prozradí, že dokáže vycítit umělce. Jake právě píše povídku a přijme nabídku Onayi, že mu s psaním pomůže. Benjamin odlétne s Cassidy na Bajor na dovolenou a Jake tak zůstane plně v moci Onayi. Ta ho začne stimulovat a zároveň mu odsává energii z mozku, a aby se Jake příliš rychle nevyčerpal, doporučí mu odpočinek. Jake odmítne a v baru zkolabuje. Onaya se zhmotní na ošetřovně, zlikviduje ostrahu a Jakea odvede pryč. V jednom z průlezů ho pak přinutí dále pokračovat na románu, dokud je nenajde Benjamin. Onaya mu vysvětlí, že pomáhá výjimečně nadaným umělcům s jejich tvorbou a za to se živí jejich energií, a to i přesto, že to nakonec vede k jejich smrti. Následně se Onaya změní v oblak částic a odlétne do vesmíru. Benjamin musí Jakea přesvědčit, že svůj talent bude muset rozvinout sám a jednoho dne román opravdu dokončí.